# Novaparla (Orwell)
|  | Per al concepte general, fora de l'obra de George Orwell, vegeu l'article novaparla |

La novaparla (Newspeak en anglès) és una llengua fictícia que apareix a la famosa novel·la de George Orwell 1984. Orwell va incloure també un assaig en forma d'apèndix al final del llibre, on se n'expliquen els principis bàsics. En català, el nom d'aquesta llengua fictícia es fa servir al segle xxi com a traducció literal del francès langue de bois per descriure un fenomen de comunicació política actual.
La novaparla es basa en l'anglès però amb un vocabulari i una gramàtica molt reduïts i simplificats. El motiu d'això és que el règim totalitari del Partit de la novel·la vol utilitzar les restriccions del llenguatge (vegeu hipòtesi de Sapir-Whorf) per a impossibilitar qualsevol discurs o pensament subversiu (crimdepensa o crimpensar en novaparla). L'anglès actual rep el nom de vellaparla (Oldspeak) i a la novel·la s'estima que seria completament desplaçat per la novaparla cap al 2050.
La gènesi de la novaparla es pot veure en un assaig anterior, Politics and the English language, on Orwell lamenta la qualitat de l'anglès contemporani, al qual cita exemples de metàfores que desapareixen, dicció o retòrica pretensiosa i paraules sense significat, tots elements que contribueixen a la falta de pensament lògic i a l'exposició d'idees difuses. Segons Orwell, es tractaria d'un intent deliberat d'explotar aquesta decadència amb l'objectiu d'oprimir els seus parlants. Cap al final de l'assaig, escriu:
| « | Ja he dit abans que la decadència de la nostra llengua probablement té cura. Els que ho neguen poden argumentar -si és que poden argumentar en absolut- que la llengua simplement reflecteix les condicions socials existents i que no podem influenciar el seu desenvolupament per mitjà de grapejar directament en les paraules o les construccions. | » |

## Principis bàsics de la novaparla
La idea bàsica rere la novaparla és eliminar tots els matisos de significat del llenguatge, deixant només dicotomies (plaer i dolor, felicitat i pena, bons pensaments i mals pensaments, a la novel·la crimsdepensa o crim de pensament), que reforcen la idea de la dominació total per part de l'Estat. Un ritme staccato de paraules curtes és una manera de reduir la necessitat de pensar sobre el llenguatge (a la novel·la parlardànec o ànecparlar, o parlar com un ànec). Una novaparla triomfant significa cada vegada menys paraules: a cada revisió de la novaparla els diccionaris són més prims.
A més, les paraules de significats oposats s'eliminen per redundants, així "dolent" esdevé "nobò". També s'eliminen les paraules comparatives o superlatives, així "millor" esdevé "plusbò", "pitjor" esdevé "plusnobò", "boníssim" esdevé "dobleplusbò", "dolentíssim" esdevé "dobleplusnobò". D'aquesta manera s'eliminen del llenguatge tantes paraules com es pugui. L'objectiu final de la novaparla és reduir fins i tot les dicotomies a una sola paraula d'alguna mena positiva, una espècie de "sí": una paraula de resposta afirmativa i obedient a qualsevol cosa que demani l'Estat.
La teoria subjacent de la novaparla és que si alguna cosa no es pot dir (és inefable) llavors no es pot pensar (és impensable). La qüestió és si el llenguatge és el que defineix els nostres models de pensament o bé som nosaltres qui definim el llenguatge. Per exemple, es pot comunicar la necessitat de llibertat o organitzar una revolta si no es té una paraula per cap dels dos conceptes? Aquesta qüestió està relacionada amb la hipòtesi de Sapir-Whorf.

## La novaparla en la realitat
Possiblement, Orwell devia prendre com a model els eslògans de la propaganda política de masses, perfeccionada pel règim soviètic i el règim nazi, frases buides de sentit que es repetien fins a esdevenir una finalitat en elles mateixes. Per altra banda, l'empobriment de les idees i del llenguatge també afecta els sistemes polítics participatius. La retòrica política d'aquests sistemes tendeix a reproduir clixés i seguir modes, a la manera de la propaganda comercial, i acaba incorporant els elements que podríem anomenar "contra-sistema" tot buidant-los fins a cert punt de significat. És el cas de frases gastades usades sense context com "respectuós amb el medi ambient", o eufemismes com "danys col·laterals" per "mort de civils no-bel·ligerants".
Per exemple, Chomsky el 1989 ha exposat com la retòrica política dels governs dels Estats Units i de l'URSS porta de vegades a situacions anàlogues a la novaparla, fins al punt que l'exposició de punts de vista oposats a la política americana esdevé impossible.